# Kryostripping
Kryostripping ist ein Verfahren zur Behandlung von Krampfadern. 
Es ist ein modernes und schonendes Operationsverfahren zur Sanierung einer Stammvenenerkrankung der Vena saphena magna oder Vena saphena parva, mit dem sehr gute kosmetische Ergebnisse erzielt werden, da die Stammvene ohne Schnitte am Bein entfernt wird. Lediglich in der Leiste erfolgt für die Krossektomie ein Schnitt. Die erkrankte Stammvene wird mit Hilfe einer Kältesonde, die an der Spitze mit flüssigem Stickstoff gekühlt ist, aufgefädelt und fest gefroren. Sie kann dann innerhalb von Sekunden komplett herausgezogen werden. Somit verkürzt sich die Operationszeit gegenüber den Standardverfahren und eine vollständige Entfernung ist sichergestellt, was die Gefahr von Rezidiven (Neubildungen) verringert. 